# Indigofera trialata
Indigofera trialata är en ärtväxtart som beskrevs av Auguste Jean Baptiste Chevalier. Indigofera trialata ingår i släktet indigosläktet, och familjen ärtväxter. Inga underarter finns listade i Catalogue of Life.